# Сосна Байкушева

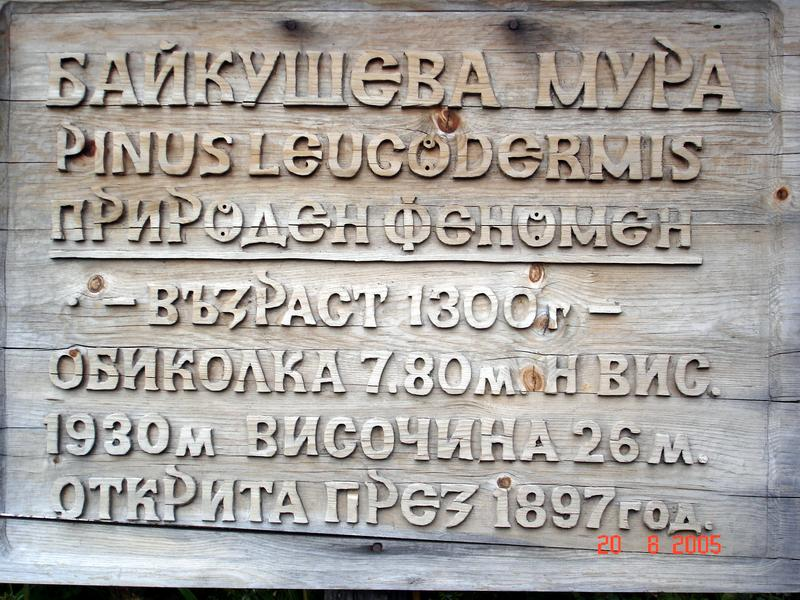
Надпись на сосне

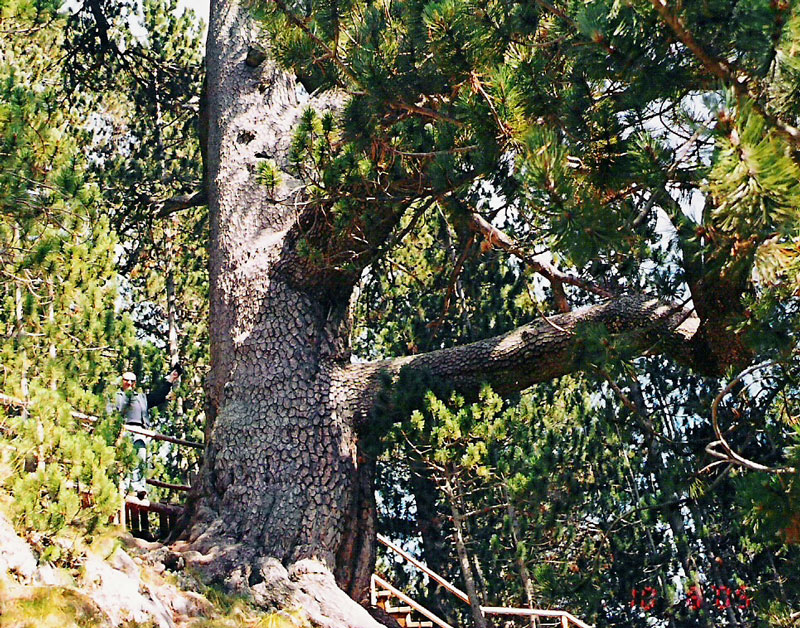
Сосна Байкушева

Сосна́ Байку́шева (болг. Байку́шева му́ра) — древнейший известный экземпляр сосны Гельдрейха (называемой ещё «боснийской сосной» — Pinus heldreichii Christ, синоним Pinus leucodermis).
Её возраст — свыше 1300 лет. Это второе по возрасту дерево в Болгарии после Гранитского дуба; время прорастания оценивается как 345 г. н. э.) и одно из самых старых во всём мире. Высота сосны Байкушева составляет 26 м, ширина — 7,8 м, диаметр комля ствола — 2,2 м.
Сосна названа в честь болгарского лесовода по имени Костадин Байкушев, который впервые описал её. Находится в горной цепи Пирин, на высоте 1930 м над уровнем моря. Расположена вблизи турдачи «Бындерица», по пути из города Банско к турдаче «Ви́хрен».